# قيلة دماغية
القِيلَةٌ الدِماغِيَّة أحياناً يطلق عليها القحف المشقوق، هي عبارة عن عيب في الأنبوب العصبي تتميز ببروز كيسي للدماغ والأغشية السحائية المحيطة خلال فتحة من الجمجمة. سببها هو عيب في غلق الأنبوب العصبي أثناء النمو الجنيني. القيل الدماغية تتسبب في حدوث شق لأسفل غي منتصف الجمجمة أو بين الجبهة والأنف، أو على الجانب الخلفي من الجمجمة. شدة القيلة الدماغية تعتمد على موقعها.

## العلامات والأعراض
تُصاحَب القيل الدماغية في الغالب بعيوبٍ خلقيةٍ في القحف والوجه أو أية تشوهات في الدماغ. قد تتضمن الأعراض مشاكل عصبية، استسقاء الرأس ( تجمع السائل الشوكي في الدماغ )، شلل رباعي تشنجي، صغر الرأس، رنح، تأخر في النمو، مشاكل في الإبصار، تخلف عقلي وفي النمو وتشنجات.

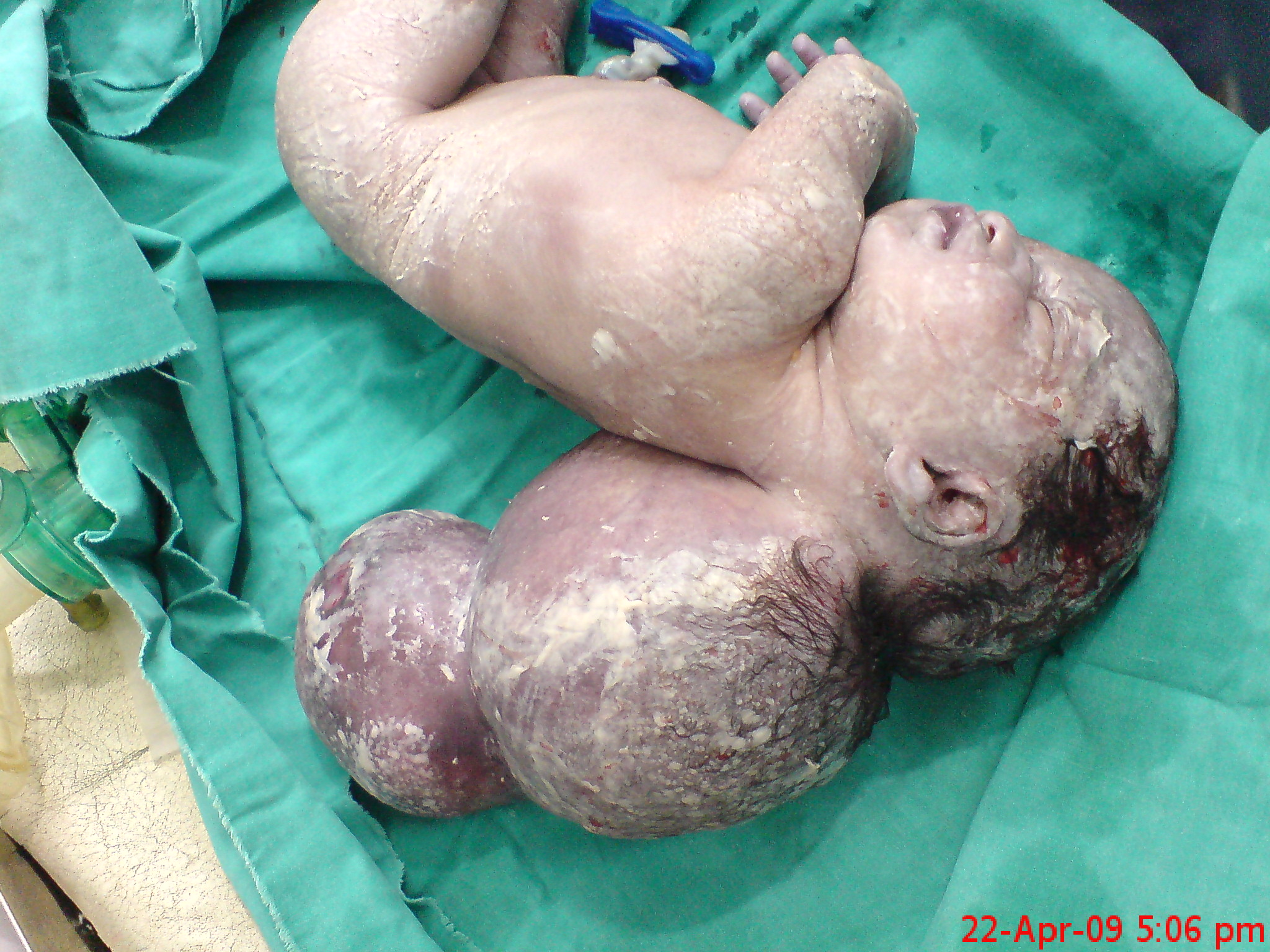
مولود لديه قيلة دماغية كبيرة الحجم.
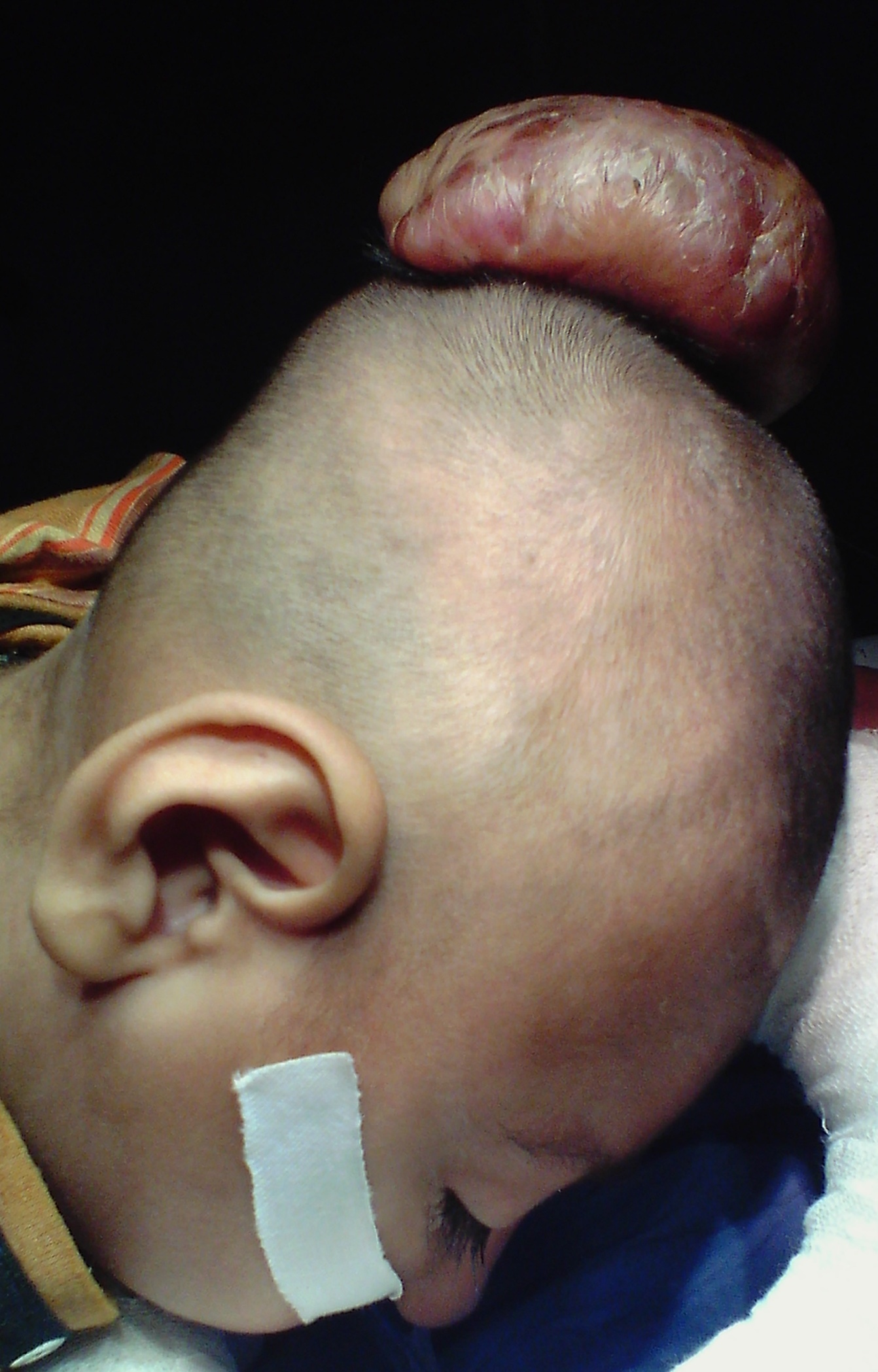
قيلة دماغية في رأس طفل يبلغ من العمر سنتان.

## الأسباب
على الرغم من أن السبب الدقيق غير معروف عن فشل الأنبوب العصبي ليغلق تماما خلال النمو الجنيني. أشارت الأبحاث أن الماسخات ( مواد تُعرف بأنها تسبب عيوب خلقية )، زُرْقَةُ التِّريبان ( صبغة تستخدم لتلوين الأنسجة الميتة أو الخلايا باللون الأزرق ) والزرنيخ قد يتسببوا في حدوث تلف في الجنين الناشيء مما يسبب حدوث القيل الدماغية.
المستويات المناسبة من حمض الفوليك إذا ما تم تناولها قبل الحمل وفي بدايته، أظهرت أنها تساهم في منع حدوث تلك العيوب.

## التشخيص
القيل الدماغية تكون في الغالب تشوهات ملحوظة ويتم تشخيصها مباشرة بعد الولادة، ولكن وجود قيلة دماغية صغيرة في منظقة الجبه أو الأنف من الممكن أن تمر بدون أن تُلاحظ. العديد من التأخرات العقلية والنموية قد تشير إلى وجود قيل دماغية.

### التصنيفات
القيل الدماغية في الوجه يصنف كاللآتي: أنفية جبهية، أنفية غربالية أو أنفية مدارية، ولكن، يمكن أن توجد بعض التداخلات بين أنوا القيل الدماغية. يمكن أن تظهر على أي جزء من القحف لأنها نتيجة تشوه في علق عظام القحف. أشهر مكان لظهور القيلة القحفية هو المنطقة القفوية. إذا كان الجزء البارز يحتوي فقط على سائل شوكي والغشاء المغطي فيطلق عليها قيلة سحائية. أما إذا احتوى الجزء المنتفخ على جزء من نسيج المخ فإنه يطلق عليه قيلة سحائية دماغية.

## المنع
تنصح النساء اللاتي قد يصبحن حوامل بأخذ 400 ميكروجرام من حمض الفوليك يومياً.

## العلاج
- سلسلة من الخطوات المتبعة في الجراحة الترميمية لقيل دماغي جبهي. تفس الطفل في جميع الصور .

سلسلة من الخطوات المتبعة في الجراحة الترميمية لقيل دماغي جبهي. تفس الطفل في جميع الصور.
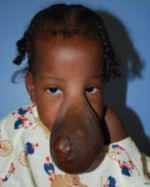
1.
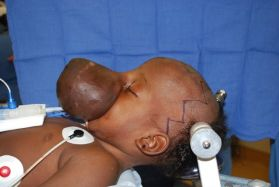
2.
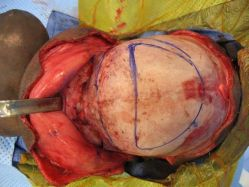
3.
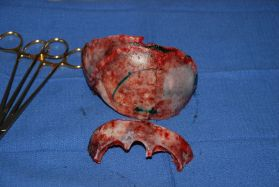
4.
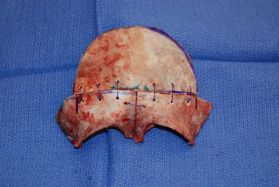
5.
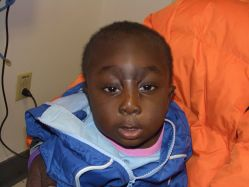
6.

حالياً، العلاج الفعال الوحيد لعلاج القيَل الدماغية هو الجراحة التصليحية، في الغالب يتم إجرائها في الطفولة. يعتمد مدى الترميم على موقع وحجم القيلة الدماغية، مع ذلك، فإن الانتفاخات كبيرة الحجم يمكن إزالتها بدون التسبب في إعاقة صخمة. دور الجراحة يتمثل بإعادة الجزء المنتفخ إلى الجمجمة، إزالة البروزات وتصليح التشوهات، عادة تخفيف الضغط الذي يمكن أن يؤخر النمو الطبيعي للمخ. غالباً ما يتم عمل تحويلة دماغية لتصريف السائل الشوكي الزائد من الدماغ.
الأهداف من العلاج تتمثل في الآتي:
- إغلاق عيوب الجلد المفتوحة للوقاية من العدوى وحدوث جفاف في أنسجة المخ.
- إزالة الأنسجة الدماغية خارج القحف غير الوظيفية مع إغلاق محكم للأن الجافية.
- ترميم قحفي وجهي كامل مع التركيز بشكل خاص على تجنب حدوث تشوه الأنف الطويلة حيث تستطيل الأنف نتيجة حدوث انخفاض في الصفيحة الغربالية ولحاء الأنف. مع المعالجة السليمة قد يكون تشوه الأنف الطويلة أكثر وضوحاً بعد التصليح.[2]

## الشفاء
من الصعب التنبؤ بالشفاء قبل التصحيح، ويعتمد على نوع نسيج المخ المتضَمَن ومكان القيلو الدماغية. إذا ما كانت الجراحة ناجحة ولم يكن قد حدث أي تأخر في النمو فإن المريض سوف ينمو بطريقة طبيعية. أما إذا حدث أي ضرر عصبي أو نموي، فأن الأخصائيين سيكون تركيزهم على تقليل الإعاقات الجسدية والعقلية.
في العموم، عندما يحتوي الجزء المنتفخ على سائل شوكي في الأساس، فإته يمكن حدوث شفاء تام. أما عند وجود جزء كبير من نسيج المخ في القيلة الدماغية، تكون فرصة حدوث المضاعفات مرتفعة.

## معدل الحدوث
القِيَل الدماغية نادرة الحدوث، بمعدل واحد لكل 5000 ولادة حية على مستوى العالم. القِيَل الدماغية في مؤخرة الرأس أكثر شيوعاً في أوروبا وأمريكا الشمالية، في حين أن تلك التي تظهر في مقدمة الرأس تحدث بشكل أكبر في جنوب شرق آسيا، ماليزيا، أفريقيا وروسيا. العوامل العرقية، الجينية والبيئية بالإضافة لعمر الأم، تؤثر على نسبة حدوث القِيَل الدماغية. يمكن للحالة أن تحدث في العائلات التي لديها تاريخ مرضي بالسِّنْسِنَة المشقوقة.

## حالات مشهورة
- كيم بيك
- في نوفمبر 2006، عرض كان هناك فيلم وثائقي لمدة ساعة على شبكة التلفزيون البريطانية القناة الرابعة عن مواجهة العالم، وهي منظمة تساعد الأطفال الذين يعانون من تشوهات شديدة في الوجه في البلدان النامية. واحد من الأطفال الذين ظهروا في الوثائقي كان ناي، صبي كمبودي كان يعاني من شكل حاد من القيلة الدماغية، حيث كان جزء من دماغه بارزاً من خلال وجهه.

## وصلات خارجية
- encephaloceles على موقع المعهد الوطني للاضطرابات العصبية والسكتة الدماغية (NINDS)